# Бен Блуші
Бен Блуші (алб. Ben Blushi; *1 січня 1969, Тирана) — албанський письменник і політик з Соціалістичної партії.
Він вивчав албанську мову та літературу в Університеті Тирани. У 1991 році він приєднався до тижневика Koha Jonë, пізніше став його шеф-редактором. У 1999 році почав свою політичну кар'єру. Протягом декількох місяців він обіймав посаду заступника міністра закордонних справ у 2000 році. У 2001–2002 роках обіймав посаду міністра освіти і вищої освіти. Член Народних зборів Албанії.
У квітні 2008 року він випустив свій перший роман, «Життя на острові» (Të jetosh në një ishull), який став одним з бестселерів на албанському видавничому ринку. Протягом декількох місяців було продано 30 000 примірників книги, що є рекордною кількістю в Албанії.